# Зиаде, Мая
Мариам Мая Зиа́де (Ме́йи Зийа́да, араб. مي زيادة‎) (11 февраля 1886 −1941) — христианская ливано-палестинская поэтесса, писательница, переводчица, эссеистка и литературный критик.
Мая Зиаде писала на арабском языке в газетах и периодических изданиях, её перу принадлежат ряд стихотворений и прозаических книг. Она была ключевой фигурой периода Нахда в начале XX-го века на арабской литературной сцене и известна как «Пионер Восточного феминизма».

## Биография

### Молодость
Зиаде родилась в семье ливанских маронитов (по линии отца) и палестинской матери. Её отец, Элиас Зиаде, был редактором в газете Аль-Mahrūsah.
Зиаде посещала начальную школу в Назарете. В 14 лет её отправили в Айнтура учиться в монастырскую школу для девочек. Во время учёбы там возник её интерес к французской литературе и романтической литературе, к которым она проявила особую симпатию. Она посетила несколько римско-католических школ в Ливане и в 1904 году вернулась в Назарет к родителям. Её первые статьи были опубликованы в 16 лет.
Зиаде не была замужем. Близкие же отношения поддерживала с одним из арабских литераторов XX века — ливано-американским поэтом и писателем Халилем Джебраном. Хотя они никогда не встречались, но поддерживали письменную переписку до самой смерти Джебрана в 1931 году.
С 1928 по 1932 год Зиаде многое потеряла в личной жизни. Умерли её родители, её друг Халиль Джебран. Зиаде впала в глубокую депрессию и вернулась в Ливан, где родственники поместили её в психиатрическую больницу, чтобы заполучить контроль над её имуществом. Наваль Эль Садави утверждает, что Зиаде была отправлена в больницу, поскольку ратовала за феминизм. В конце концов Зиаде выздоровела и покинула больницу. Медицинское заключение показало, что она здорова. Она вернулась в Каир, где и скончалась 17 октября 1941 года.

### Журналистика и языкознание

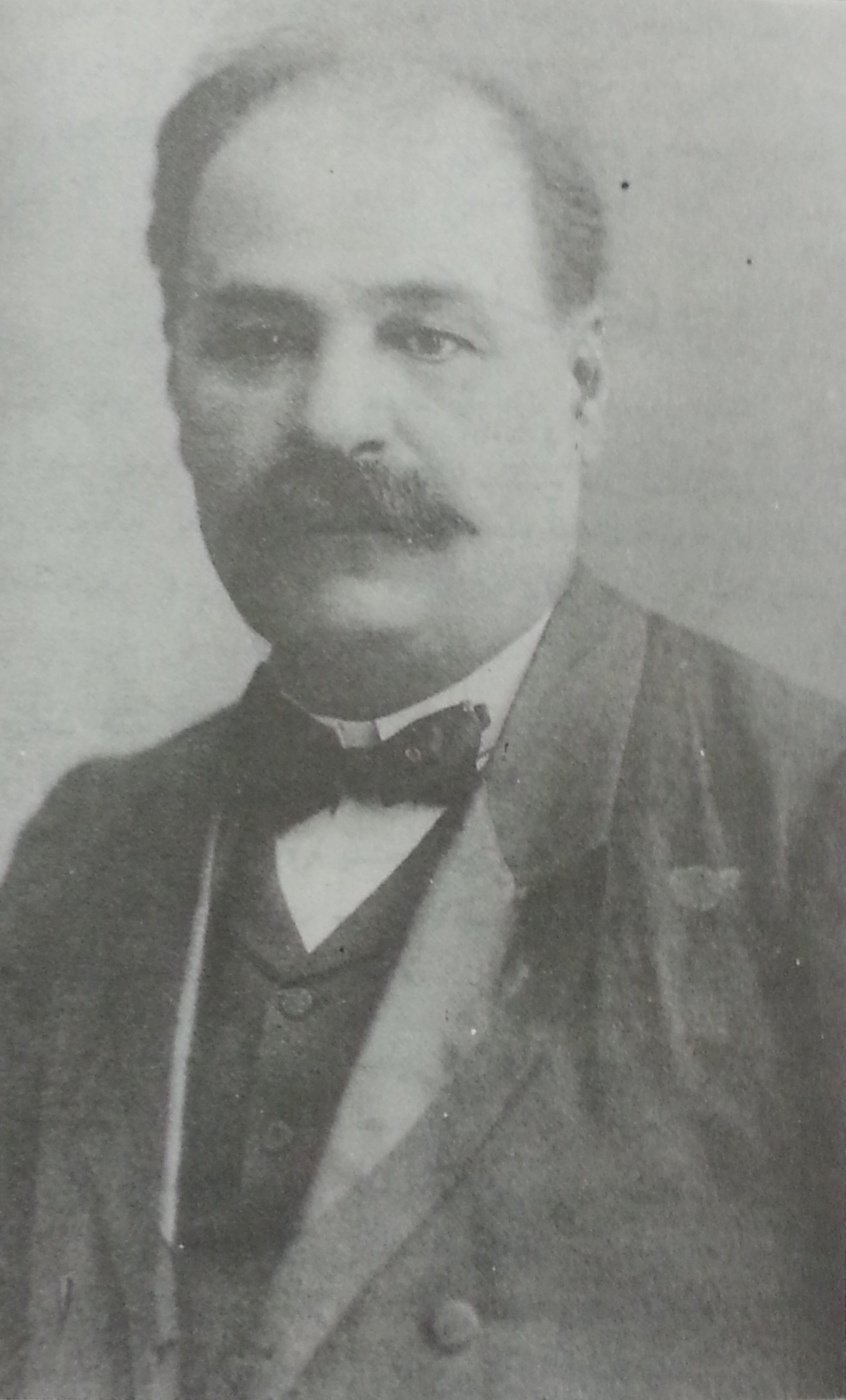
Элиас Зиаде — отец Маи Зиаде

В 1908 году Мая Зиаде и её семья эмигрировали в Египет. Пока семья была в Египте, её отец основал газету «Al Mahroussah», в которой позже Зиаде разместила ряд статей.
Зиаде очень интересовалась изучением языков. Она училась в частном порядке на дому в сочетании с французским католическим образованием и учёбой в местном университете современных языков. В результате Зиаде говорила на двух языках — арабском и французском и имела познания в английском языке, языках итальянском, немецком, испанском, латыни, а также современном греческом. Университет она окончила в 1917 году.

### Арабский литературный деятель
Зиаде была хорошо известна в арабских литературных кругах, где было множество мужских и женских писателей. Среди тех, кто наведывался в созданный ею в 1912 году салон были Таха Хусейн, Халил Moutrane, Ахмед Лютфи Эль-Сайед, Антун Жмайеля, Валедин Якан, Аббас Эль-Аккад и Якуб Сароуф.

## Философские взгляды

### Феминизм
В отличие от своих сверстниц, Зайнаб Назлы Ханум (Princess Nazli Fadil) и Худы Шаарави, Мая Зиаде была больше литератором, чем социальным реформатором. Тем не менее она была также вовлечена в движение за эмансипацию женщин. Зиаде была глубоко озабочена вопросами эмансипации арабской женщины; главной задачей эмансипации по её мнению было сначала устранить простое невежество, а потом анахронические традиции. Она считала женщин основными элементами каждого человеческого общества и писала, что женщина в рабстве не может кормить своих детей её собственным молоком, так как молоко сильно пахнет сервитутом.
В 1921 году по её инициативе была созвана конференция под заголовком «Le but de la vie» («Цель жизни»), где она призвала арабских женщин стремиться к свободе и быть открытыми Западу, не забывая свои восточные традиции.

### Романтизм
В романтическом периоде своего творчества, Зиаде находилась под влиянием Альфонс де Ламартина, Байрона, Шелли и наконец Джебрана. Эти авторы оказали большое влияние на большинство её произведений, в которых отражается её ностальгия по Ливану. Её живое, чувственное воображение воплощает таинственность, меланхолию и отчаяние.

## Работы
Первые произведения Зиаде печатались в газете «Аль-Махруса», в которой сотрудничали многие прогрессивные египетские писатели и общественные деятели. Первой самодостаточной опубликованной работой Зиаде были «Цветы мечтаний» («Fleurs de rêve», 1911; перевод на арабский язык 1956) — томик романтических стихов, написанных на французском языке под псевдонимом Ирис Копия (Isis Copia). Она написала довольно много произведений на французском языке, писала также на английском и итальянском, но с возрастом всё больше на арабском языке. Среди её произведений — критика и мемуары, стихи, очерки и романы. Так, в 1913 году вышел её роман на английском языке «Тень над скалой».
Она перевела нескольких европейских авторов на арабский язык, включая Артура Конан Дойля с английского, роман «Консуэло» Жорж Санд с французского и филолога Макса Мюллера с немецкого языка. Её перу также принадлежат исследования об арабских писателях нового времени. Литературное наследие Зиаде собрано в книгах «Слова и жесты» (1922), «Мрак и лучи света» (1923), «Между приливом и отливом» (1924).
Произведения писательницы на арабском языке включают в себя:
- Al Bâhithat el-Bâdiya باحثة الباديةة ;
- Sawâneh fatât سوانح فتاة ;
- Zulumât ва Ichâ'ât ظلمات وأشعة ;
- Kalimât ва Ichârât كلمات وأشارات ;
- Al Saha Архивная копия от 1 апреля 2022 на Wayback Machine'ef الصحائفائف ;
- Ghayat Аль-Hayât غاية الحياة ;
- Al-Musâwât المساوا ة ;
- Байна л-Jazri ва л-Мэдд بين الجزر والمد .

## Награды
В 1999 году Зиаде была названа ливанским министром культуры как личность, с именем которой связан ежегодный праздник культуры арабского мира.